# Baby Doll (låt av Top Cats)
Baby Doll är en låt från 2012 skriven av Mårten Eriksson, Lina Eriksson och Susie Päivärinta. Låten framfördes första gången i den andra deltävlingen av Melodifestivalen 2012 av rockabillygruppen Top Cats. Låten tog sig till Andra chansen och därifrån vidare till finalen i Globen, Stockholm, där den slutade på sjätte plats.
Den 22 april 2012 gick melodin in på Svensktoppen.

## Listplaceringar
| Lista (2012) | Topplacering |
| ------------ | ------------ |
| Sverige      | 20           |

### Fotnoter
1. ↑  ”Svensktoppslistan”. Sveriges Radio. 22 april 2012. Arkiverad från originalet den 21 oktober 2014. https://web.archive.org/web/20141021164327/http://sverigesradio.se/sida/topplista.aspx?programid=2023&date=2012-04-22. Läst 29 april 2012.
2. ↑  ”Hitparad”. http://hitparad.se/showitem.asp?interpret=Top+Cats&titel=Baby+Doll&cat=s. Läst 18 mars 2012.